# Sarsiella capsula
Sarsiella capsula är en kräftdjursart som beskrevs av Norman 1869. Sarsiella capsula ingår i släktet Sarsiella och familjen Sarsiellidae. Inga underarter finns listade i Catalogue of Life.